# Sikyong

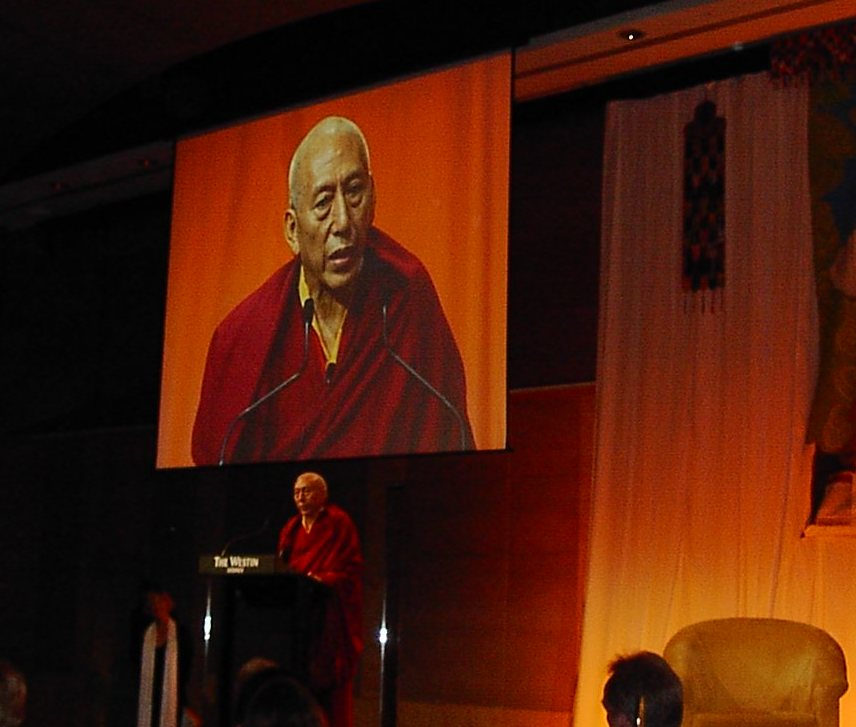
O Venerável Samdhong Rinpoche, Kalon Tripa, em 2006.

O Sikyong é o líder do Kashag («Conselho»), parte do braço executivo da Administração Central Tibetana, organização política de tibetanos exilados que reclama da República Popular da China o território da Região Autónoma do Tibete e o regresso do XIV Dalai Lama, Tenzin Gyatso ao governo de um Tibete independente, mas não administra nenhum território. É, de facto, o chefe do governo tibetano no exílio, com sede em Dharamsala, na Índia. Não deve ser confundido com o governador da região autónoma do Tibete, cargo oficial chinês ocupado presentemente por Qiangba Puncog.
O primeiro Kalon Tripa foi Lobsang Tenzin, eleito em 2001. Antes desta eleição democrática, o cargo era subordinado ao Dalai Lama que é o chefe de estado do governo tibetano no exílio.